# Theater Geert Teis
Het Theater Geert Teis is een schouwburg in Stadskanaal in Nederland en is genoemd naar de Groninger schrijver Geert Teis Pzn.
In 1955 vestigde Philips zich in Stadskanaal. Door de komst van dit bedrijf breidde de plaats Stadskanaal zich in snel tempo uit. Er ontstond al vrij snel behoefte aan diverse sociaal-culturele voorzieningen, waaronder een schouwburg. Uiteindelijk heeft het nog tot 1967 geduurd voordat Marga Klompé, de toenmalige minister van CRM, het nieuwe theater kon openen.
Al drie jaar daarvoor was, ter herdenking van zijn 100e geboortedag, besloten om het theater in Stadskanaal naar de in deze plaats geboren dichter en schrijver Geert Teis te vernoemen.
Geert Teis Pzn. is het pseudoniem van Gerhard Willem Spitzen, die vele verhalen, gedichten en toneelstukken in het Gronings heeft geschreven (waaronder het 'Groninger Volkslied' en de 'Knoalster Lorelei').
Het Geert Teiscentrum biedt niet alleen onderdak aan een theater, maar ook aan een muziekschool en tot 2008 ook aan een bibliotheek.
Aanvankelijk werd het Theater Geert Teis bestuurd door een stichtingsbestuur. Sinds 1981 is het theater onderdeel van de gemeentelijke organisatie. Er vonden diverse verbouwingen plaats, waarbij het aantal zitplaatsen werd uitgebreid. Het theater vervult met zijn 630 zitplaatsen een regionale functie in een groot deel van de provincies Groningen en Drenthe.

## Borstbeeld Geert Teis
Sinds 2007 staat de, door de beeldhouwer Willem Valk vervaardigde, buste van Geert Teis in het naar hem genoemde theater in Stadskanaal. Dit beeld was in 1948 door het toenmalige gemeentebestuur van Onstwedde aan de stadsschouwburg van Groningen geschonken. Het gemeentebestuur van Groningen heeft het beeld in permanente bruikleen aan het Theater Geert Teis geschonken.